# باز أبيض العنق
باز أبيض العنق (الاسم العلمي: Buteogallus lacernulatus) هو نوع من فصيلة بازية.